# 高井真菜
高井 真菜（たかい まな、1996年12月16日 - ）は、日本のモデル、女優。兵庫県出身。合同会社4C所属。

## 経歴
2021年までプラチナムプロダクションに所属していた。フリーを経て合同会社4Cに所属。

## 人物
桐谷美玲に憧れ、モデル業から芸能活動を開始した。
趣味はバリトンサックス、神社巡り、映画・アニメ鑑賞、岩盤浴
特技はネイル、バリトンサックス、高速トトロものまね。

## 出演作品

### テレビドラマ
- 火曜ドラマ（TBS）
  - 花のち晴れ〜花男 Next Season〜（2018年）
  - 恋はつづくよどこまでも（2020年）
- 暴太郎戦隊ドンブラザーズ ドン45話 - ドン50話（2023年1月22日 - 2月26日、テレビ朝日） - ソノゴ 役
- 買われた男 第3話（2024年5月2日、テレビ大阪） - 女性社員 役[7]
- 新宿野戦病院 第8話（2024年8月21日、フジテレビ） - ニュースキャスター 役
- バツコイ（2024年10月20日 - 2025年1月5日、BSテレビ東京） - 杏西ユミオ 役[8]
- トーキョーカモフラージュアワー 第2話・第4話・第6話（2025年1月27日・2月10日・24日、朝日放送テレビ） - 理子 役[9]

### 映画
- 土竜の唄 香港協奏曲（2016年、東宝） - 美女 役
- 22年目の告白 -私が殺人犯です-（2017年、ワーナー・ブラザース映画）
- キャンディ（2023年、短編映画） - 瀬名未来 役
- ベターデイズ（2024年、短編映画） - サキ 役 ※主演

### DVD
- 暴太郎戦隊ドンブラザーズショー シリーズ第四弾 招く猫には何来たる？Gロッソは大波乱で大団“縁”!! （2023年、東映） - ソノゴ（声の出演）

### 配信
- 会社は学校じゃねぇんだよ（2018年、AbemaTV）
- あしたのSHOW（2020年、プリネッツピクチャーズ） - MCアシスタント

### 舞台
- Peace of Clan〜七星のシンフォニア〜（2020年、RAVE☆塾）
- 朗読劇浦島太郎（2021年、和楽団煌）
- スペーストラベロイド (2023年、collaboLab) [10]

### モデル
- ダイハツ工業 コンセプトカー「TEMPO」（2015年）
- ランジェリーブランド「LOVERAN」メインモデル（2019-2024年）
- ベジバリア（2019年）
- ワークマン女子（2020年）
- スタジオアーク（2020年、2021年）

### ファッションショー
- - 関西コレクション
  - 神戸コレクション

### イベント
- 暴太郎戦隊ドンブラザーズ ファイナルライブツアー2023 大阪スペシャル公演」6人のーと」（2023年5月28日、オリックス劇場） - ソノゴ[11]

### カタログ
- きものやまと
- 東京ますいわ屋

### WEB
- サマンサタバサ
- ニッセンホールディングス
- ポケモン 『「おはよう、カビゴン。」プロジェクトカビゴン始動映像』（2023年）
- ミライAI（2024年）

### 玩具
- 暴太郎戦隊ドンブラザーズ DX脳人ブレス メモリアルなセット（2023年12月）

## 書籍

### 写真集
- 高井です。（2024年9月25日、ワニブックス ）ISBN 978-4847085697